# Wayne (Nebraska)
Wayne je grad u američkoj saveznoj državi Nebraska. Prema popisu stanovništva iz 2010. u njemu je živjelo 5,660 stanovnika.